# Zipingpudam
De Chinese Zipingpudam (traditioneel Chinees: 紫坪舖水利樞紐, hanyu pinyin: Zǐpíngpū shuǐlìshūniǔ) is een dam in de Minrivier, een zijrivier van de Yangtze. De dam ligt bij Dujiangyan in de provincie Sichuan in het zuidwesten van het land. De 156 meter hoge dam is gebouwd voor de beheersing van het water, voor irrigatie en drinkwater en voor de opwekking van elektriciteit.
De dam is grotendeels gemaakt van beton. Met de bouw werd in maart 2001 begonnen en in 2006 was het werk gereed. Naast de dam ligt een overlaat om overtollig water in het stuwmeer snel en veilig af te voeren. In de waterkrachtcentrale staan vier turbines opgesteld met een totaal vermogen van 760 megawatt (MW). Het stuwmeer heeft een capaciteit van 1,2 miljard m³.
De dam ligt ongeveer vier kilometer ten noorden van het 2200 jaar oude irrigatiesysteem van Dujiangyan, een van de oudste ter wereld.
Op 12 mei 2008 werd de regio getroffen door een zware aardbeving met een kracht van 7,9 op de schaal van Richter. De dam raakte beschadigd, maar hield stand. Om reparaties uit te voeren werd het waterniveau in het stuwmeer verlaagd. De dam lag op enkele kilometers vanaf het epicentrum en ligt bijna recht boven een breuklijn. Er ontstond een wetenschappelijke discussie of de aardbeving mede was veroorzaakt door de druk van de watermassa in het nieuw gevormde stuwmeer.